# Марк Харис
Проф. д-р, д-р хон. кауза Марк Харис (на английски: Mark Harris) (понякога изписван като Харрис) е директор „Висше образование и проучвания“ в Intel за региона на Европа, Близкия изток и Африка. Получава международно признание за визионерската си дейност си в областта на образованието в областта на технологичното предприемачество. Харис е почетен доктор на Софийски университет „Св. Климент Охридски“.

## Биография
Марк Харис има магистърски степени по компютърни науки и икономика от Техническия университет в Мюнхен.
Той се присъединява към Intel през 1983 г. В компанията той заема различни инженерни, управленски и директорски позиции, докато през 2003 г. става директор „Висше образование и проучвания“. През 2007 г. неговите отговорности обхващат вече целия регион на Европа, Близкия изток и Африка.
Той е доцент по иновации и технологично предприемачество към СУ „Св. Климент Охридски“ и по технологично предприемачество към Политехническия университет в Букурещ.

## Интервюта
- Проф. д-р Марк Харис: Обучението струва много, невежеството – още повече, Capital.bg, 24 октомври 2008
- Не продавайте дългосрочни шансове за краткосрочни резултати Архив на оригинала от 2016-03-05 в Wayback Machine., Computerworld.bg